# Kwas akonitowy
Kwas akonitowy – organiczny związek chemiczny z grupy kwasów karboksylowych. Zawiera 3 grupy karboksylowe i jedno wiązanie podwójne C=C.
Może występować w formie dwóch izomerów geometrycznych, cis i trans. Anion cis-akonitanowy jest metabolitem pośrednim podczas izomeryzacji cytrynianu do izocytrynianu w trakcie cyklu kwasu cytrynowego.
Kwas akonitowy można otrzymać przez dehydratację kwasu cytrynowego za pomocą kwasu siarkowego:
(HO
2CCH
2)
2COH(CO
2H) → HO
2CCH=C(CO
2H)CH
2CO
2H + H
2O
Po raz pierwszy został natomiast otrzymany drogą dehydratacji termicznej (przez B. Pawollecka w 1875 roku).